# Trận chung kết Giải vô địch bóng đá thế giới 2022
Trận chung kết Giải vô địch bóng đá thế giới 2022 là trận đấu cuối cùng của Giải vô địch bóng đá thế giới 2022, lần thứ 22 của giải đấu do FIFA tổ chức dành cho các đội tuyển bóng đá nam quốc gia. Trận đấu chứng kiến màn tranh tài giữa đội tuyển Argentina và đội đương kim vô địch Pháp, và được tổ chức vào ngày 18 tháng 12 năm 2022 – trùng với ngày Quốc khánh của Qatar – tại sân vận động Lusail Iconic ở Lusail, Qatar. Trên đường đi đến trận chung kết, Pháp đứng nhất bảng D với hai trận thắng và một trận thua, sau đó họ vượt qua các đội tuyển Ba Lan ở vòng 16 đội, Anh ở vòng tứ kết và Maroc ở vòng bán kết. Trong khi đó, Argentina đứng đầu bảng C cũng với hai trận thắng và một trận thua, trước khi đánh bại các đội tuyển Úc ở vòng 16 đội, Hà Lan ở tứ kết thông qua loạt sút luân lưu, và Croatia ở bán kết. Trận chung kết diễn ra trước sự chứng kiến của 88.966 khán giả, và người cầm còi điều khiển trận đấu này là Szymon Marciniak, trọng tài người Ba Lan.
Argentina đã mở tỷ số từ quả đá phạt đền thành công của Lionel Messi, trước khi nhân đôi cách biệt với bàn thắng của Angel Di Maria. Pháp không thực hiện được một cú sút nào về phía khung thành trong phần lớn thời gian của trận đấu, cho đến khi Kylian Mbappé ghi liền hai bàn thắng chỉ trong chưa đầy hai phút để quân bình tỷ số 2–2 ở phút thứ 81. Bước vào thời gian thi đấu hiệp phụ, Messi lại lập công để đưa Argentina dẫn trước ở hiệp phụ thứ hai, nhưng Mbappé một lần nữa gỡ hòa cho Pháp từ chấm phạt đền, trở thành cầu thủ nam thứ hai lập hat-trick trong một trận chung kết World Cup sau Geoff Hurst vào năm 1966. Tỷ số hòa 3–3 đã khiến trận đấu phải quyết định thắng thua bằng loạt sút luân lưu cân não, và Argentina đã giành chiến thắng với tỷ số 4–2 sau khi thực hiện thành công cả bốn cú sút, trong đó thủ môn Emiliano Martinez đã xuất sắc cản phá quả sút luân lưu của Kingsley Coman.
Chiến thắng của Argentina là chức vô địch World Cup thứ ba của họ, và là chức vô địch đầu tiên kể từ năm 1986. Messi được vinh danh là cầu thủ xuất sắc nhất trận đấu, đồng thời anh cũng được nhận giải Quả bóng vàng với tư cách là cầu thủ xuất sắc nhất giải đấu của FIFA. Đây là một trong những trận chung kết World Cup có tỷ số cao nhất kể từ năm 1958, và là trận chung kết thứ tám trong lịch sử World Cup thi đấu ở hiệp phụ, đồng thời còn là trận chung kết thứ ba phải phân định thắng thua bằng loạt sút luân lưu. Trận chung kết đã được giới chuyên môn lẫn khán giả nhiệt liệt khen ngợi, và được xem là trận chung kết hay nhất trong lịch sử World Cup, cũng như là một trong những trận đấu hay nhất mọi thời đại trong lịch sử bóng đá. Với hơn 1,5 tỷ người xem qua sóng truyền hình, trận chung kết này cũng trở thành một trong những sự kiện thể thao được theo dõi nhiều nhất trong lịch sử ngành truyền hình.

## Bối cảnh

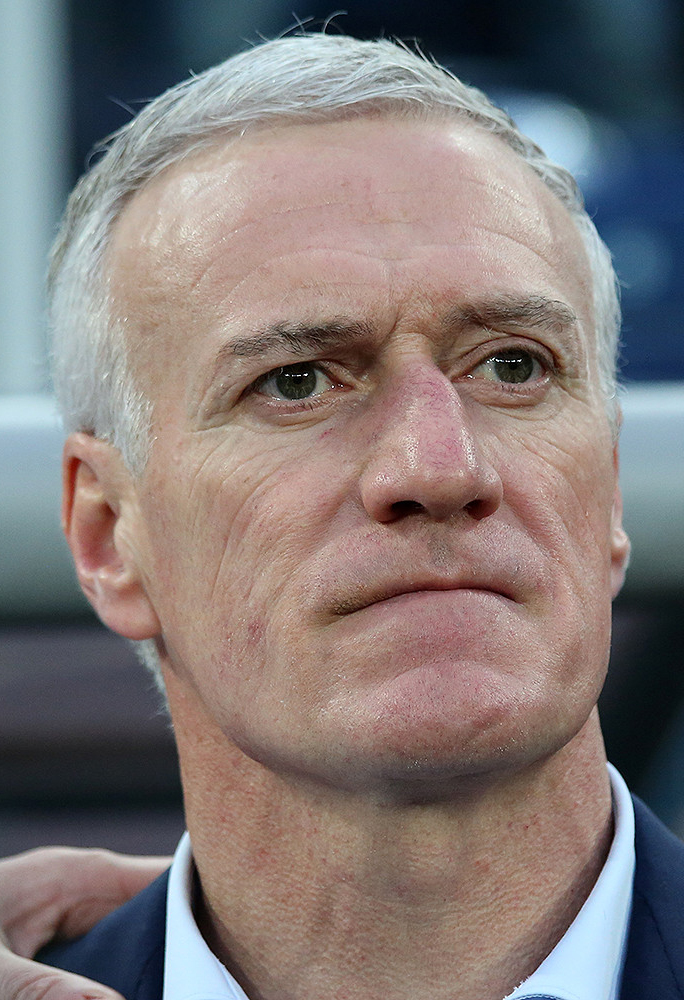
Didier Deschamps đứng trước cơ hội trở thành người thứ ba giành được ba chức vô địch FIFA World Cup.

Trước trận chung kết, Pháp là đội đương kim vô địch FIFA World Cup 2018, đánh dấu lần đầu tiên kể từ năm 2002 mà một đội bóng liên tiếp góp mặt tại các vòng chung kết, và cũng là lần đầu tiên kể từ năm 1998 mà đội đương kim vô địch đủ điều kiện tham dự vòng chung kết tiếp theo (cả hai thành tích đều do Brasil đạt được). Pháp đã hai lần vô địch World Cup vào các năm 1998 và 2018, ngoài ra họ cũng lọt vào trận chung kết năm 2006 nhưng thất bại trước Ý trong loạt sút luân lưu. Dưới sự dẫn dắt của Didier Deschamps, Pháp đã dừng bước ở vòng tứ kết tại FIFA World Cup 2014, giành ngôi á quân tại UEFA Euro 2016 và dừng bước ở vòng 16 đội tại UEFA Euro 2020, nhưng đã giành được chức vô địch World Cup 2018. Với vị thế là nhà vô địch thế giới, Pháp bước vào giải đấu tại Qatar với tư cách là một trong những ứng cử viên nặng ký cho chức vô địch. Riêng đối với cá nhân Deschamps, ông đang tìm cách trở thành huấn luyện viên thứ hai giành được hai chức vô địch FIFA World Cup, sau Vittorio Pozzo với đội tuyển Ý (vào các năm 1934 và 1938). Với việc đã từng vô địch giải đấu vào năm 1998 khi còn là cầu thủ, Deschamps cũng đang đứng trước cơ hội trở thành người thứ ba giành được ba danh hiệu vô địch FIFA World Cup, sau Pele (cả ba lần với tư cách cầu thủ) và Mario Zagallo (hai lần với tư cách cầu thủ, một lần với tư cách huấn luyện viên). Ngoài ra, Pháp cũng đang đứng trước cơ hội trở thành quốc gia thứ ba bảo vệ thành công chức vô địch World Cup, sau Ý (vào các năm 1934 và 1938) và Brasil (vào các năm 1958 và 1962).
Phía bên kia chiến tuyến, Argentina cũng đã hai lần vô địch World Cup vào các năm 1978 và 1986. Đại diện đến từ Nam Mỹ cũng đã ba lần thua trận chung kết vào các năm 1930, 1990 và 2014. Ngoài ra, họ còn để thua thêm hai trận chung kết Copa America liên tiếp với Chile vào các năm 2015 và 2016. Sau kỳ World Cup 2018 đáng thất vọng trên đất Nga, nơi họ để thua nhà vô địch Pháp ở vòng 16 đội, huấn luyện viên Lionel Scaloni – người được bổ nhiệm vào cuối năm 2018 – đã đưa đội tuyển giành hạng ba chung cuộc tại Copa America 2019 trên đất Brasil sau khi để thua đội chủ nhà ở trận bán kết, đồng thời còn đưa họ lên ngôi vô địch Copa America 2021 sau 28 năm khi Argentina đánh bại Brasil với tỷ số 1–0, giúp cho cá nhân Lionel Messi có được danh hiệu quốc tế đầu tiên cùng đội tuyển Argentina. Sau khi lên ngôi vô địch Finalissima 2022 bằng việc đánh bại Ý – đội vô địch châu Âu – với tỷ số 3–0, Argentina cũng tham gia giải đấu tại Qatar với tư cách là một trong những ứng cử viên sáng giá cho chức vô địch.
Về lịch sử đối đầu, hai đội tuyển đã từng gặp nhau 12 lần, trong đó Argentina thắng 6 trận, Pháp thắng 3 trận và 3 trận còn lại kết thúc với tỷ số hòa. Họ đã ba lần gặp nhau tại World Cup, trong đó có hai trận thắng cho Argentina (1–0 vào năm 1930 và 2–1 vào năm 1978) và một trận thắng cho Pháp (4–3 vào năm 2018). Ở cuộc đối đầu gần nhất giữa hai đội tại World Cup diễn ra vào năm 2018, Pháp đã giành chiến thắng trước Argentina với tỷ số 4–3 trong một trận đấu mà tờ báo The Independent đã gọi là "một trong những trận đấu World Cup hay nhất mọi thời đại". Pháp vươn lên dẫn trước nhờ quả đá phạt đền thành công của Antoine Griezmann, nhưng Angel Di Maria đã kịp thời gỡ hòa cho Argentina. Sang hiệp 2, Argentina bất ngờ dẫn trước với pha lập công của Gabriel Mercado, nhưng chỉ vài phút sau đó, Benjamin Pavard đã có một siêu phẩm vô lê đẹp mắt ngoài vòng cấm – sau này được bầu chọn là bàn thắng đẹp nhất giải đấu – để gỡ hòa cho tuyển Pháp. Kylian Mbappé sau đó đã tỏa sáng bằng mọt cú đúp để nhấn chìm hy vọng của Argentina. Ở những phút bù giờ, Sergio Aguero đã rút ngắn cách biệt xuống còn một bàn để níu kéo hy vọng cho toàn đội, nhưng chừng đó là không đủ để đưa họ đi tiếp. 
Ngày 11 tháng 12 năm 2022, FIFA đã công bố trái bóng thi đấu cho vòng bán kết, trận tranh hạng ba và trận chung kết của giải đấu là Adidas Al-Hilm, một biến thể của Adidas Al-Rihla. Trong tiếng Ả Rập, Al-Hilm có nghĩa là "giấc mơ", ám chỉ đến giấc mơ nâng cao chiếc cúp vô địch World Cup của mọi quốc gia. Không giống như Al-Rihla, trái bóng Al-Hilm được thiết kế bằng màu vàng kim loại (Gold Metallic), màu hạt dẻ, màu Collegiate Burgundy và màu đỏ, lấy cảm hứng từ màu cờ của nước chủ nhà Qatar và màu vàng của sân vận động Lusail (nơi diễn ra trận chung kết) và chiếc cúp FIFA World Cup, mặc dù những tính năng kỹ thuật của trái bóng vẫn được giữ nguyên. Đây là lần thứ năm liên tiếp mà trái bóng đặc biệt được sử dụng dành cho các trận chung kết FIFA World Cup, sau Teamgeist Berlin (2006), Jo'bulani (2010), Brazuca Final Rio (2014) và Telstar Mechta (2018).

## Địa điểm

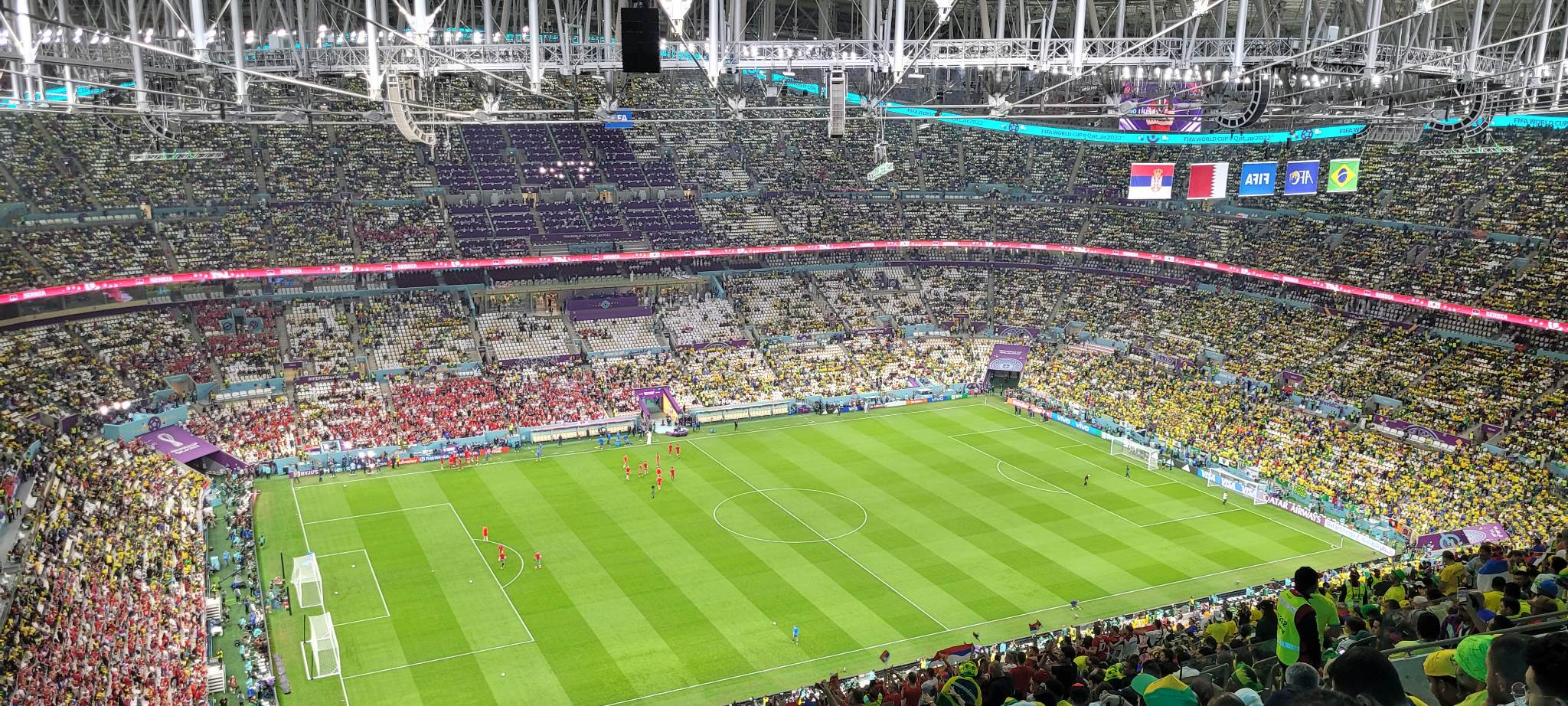
Sân vận động Lusail Iconic là nơi tổ chức trận chung kết của giải đấu.

Trận chung kết được tổ chức vào ngày 18 tháng 12 năm 2022, trùng với ngày Quốc khánh của Qatar, tại sân vận động Lusail Iconic ở Lusail, nằm cách trung tâm thành phố Doha khoảng 15 km (9,3 mi) về phía bắc. Sân vận động này được dự định tổ chức trận chung kết như một phần trong đấu thầu World Cup của Qatar, và được xác nhận là địa điểm cuối cùng vào ngày 15 tháng 7 năm 2020. Sân vận động còn tổ chức thêm chín trận đấu khác, với sáu trận ở vòng bảng và ba trận đấu loại trực tiếp.
Do Liên đoàn bóng đá Qatar sở hữu, sân vận động Lusail Iconic được xây dựng như là một phần trong việc Qatar đấu thầu thành công để đăng cai World Cup. Sân vận động được thiết kế bởi công ty Foster + Partners và Populous của Anh, với sự hỗ trợ của MANICA Architecture. Bên trong sân vận động được làm mát bằng năng lượng mặt trời và không có khí thải carbon. Việc xây dựng bắt đầu vào tháng 4 năm 2017, và được lên kế hoạch hoàn thành vào năm 2020. Tuy nhiên, việc xây dựng sân vận động đã bị hoãn lại, và cuối cùng sân đã được hoàn thành phần xây dựng vào tháng 11 năm 2021. Để thử nghiệm sân, ban tổ chức đã tổ chức trận siêu cúp Lusail vào ngày 9 tháng 9 năm 2022, và từ đó sân đã được đưa vào hoạt động.

## Đường đến chung kết

### Argentina
|     | Đối thủ     | Kết quả              |
| --- | ----------- | -------------------- |
| 1   | Ả Rập Xê Út | 1–2                  |
| 2   | México      | 2–0                  |
| 3   | Ba Lan      | 2–0                  |
| 1/8 | Úc          | 2–1                  |
| TK  | Hà Lan      | 2–2 (s.h.p.) (4–3 p) |
| BK  | Croatia     | 3–0                  |

Với việc nằm ở bảng C và có chuỗi 36 trận bất bại trong vòng 3 năm trở lại đây, đội tuyển Argentina tham dự giải đấu lần này với tư cách là một trong những ứng cử viên sáng giá cho chiếc cúp vô địch. Tuy nhiên, trong trận đấu có thể xem là một trong những thất bại đau đớn nhất trong lịch sử World Cup, Argentina đã bất ngờ để thua trước Ả Rập Xê Út với tỷ số 1–2 ngay ở trận ra quân. Sau bàn mở tỷ số nhờ quả đá phạt đền thành công của Lionel Messi, Argentina nhanh chóng vùng lên để tìm kiếm thêm những bàn thắng, nhưng những bàn thắng của họ đều không được công nhận vì lỗi việt vị. Ngay sau khi hiệp một kết thúc, Ả Rập Xê Út đã khiến Argentina phải choáng váng với hai bàn thắng bất ngờ của Saleh Al-Shehri và Salem Al-Dawsari trong khoảng thời gian năm phút, trước khi họ ngăn chặn mọi nỗ lực phản công của đại diện đến từ Nam Mỹ bằng một màn trình diễn phòng ngự đầy chắc chắn và kỷ luật. Tuy vậy, Argentina đã trở lại guồng quay của mình sau trận thua sốc bằng một chiến thắng trước Mexico ngoan cường với tỷ số 2–0, với cú sút từ xa rất đẳng cấp của Messi, trước khi anh kiến tạo cho Enzo Fernandez ghi bàn thắng thứ hai để thắp lại hy vọng giành chiếc cúp vô địch cho toàn đội. Chiến thắng quan trọng đã giúp cho tinh thần các cầu thủ Argentina được dâng cao, họ sau đó hạ gục Ba Lan với tỷ số tương tự nhờ hai pha lập công trong hiệp 2 của Alexis Mac Allister và Julian Alvarez, dù trước đó Messi đã sút hỏng quả phạt đền trong hiệp 1. Kết quả này đã giúp cho đội tuyển Argentina chiếm ngôi đầu bảng C và điều này đã khiến cho cả Mexico và Ả Rập Xê Út phải dừng bước.
Ở vòng 16 đội, Argentina đối đầu với đội tuyển Úc, đội đứng nhì bảng D. Bàn thắng đầu tiên của Messi ở vòng đấu loại trực tiếp và một bàn thắng sắc sảo của Alvarez khi anh đã đánh chặn thủ môn Mathew Ryan của Úc để dứt điểm vào lưới trống, đã giúp cho Argentina giành thắng lợi với tỷ số 2–1 bất chấp pha đốt lưới nhà của Enzo Fernandez và pha cứu thua xuất thần của Emiliano Martinez. Đến trận tứ kết gặp Hà Lan, màn tái đấu của trận bán kết vào năm 2014, Argentina đã dẫn trước hai bàn nhờ pha lập công của Nahuel Molina và quả phạt đền hoàn hảo của Messi, nhưng sau đó phải nhận hai bàn thua ở những phút bù giờ với cú đúp của Wout Weghorst, dẫn đến hai đội hòa nhau trong 90 phút thi đấu với tỷ số 2–2. Do không thể tạo được sự đột phá trong hiệp phụ, Argentina bước vào loạt sút luân lưu cân não. Tại đây, thủ môn Emiliano Martinez đã xuất sắc cản phá hai quả sút luân lưu của Virgil van Dijk và Steven Berghuis, riêng chỉ có cú sút của Enzo Fernandez là bị thủ môn Andries Noppert cản phá, trước khi Lautaro Martinez thực hiện thành công cú sút quyết định để đưa Argentina tiến tới trận bán kết gặp Croatia, đương kim á quân của World Cup 2018. Trong màn tái đấu của cuộc chạm trán vào năm 2018 khi Croatia thắng 3–0, Argentina đã có màn trả thù rực rỡ khi đánh bại Croatia với tỷ số tương tự. Messi tiếp tục thực hiện quả phạt đền đầy quyết đoán trong hiệp một, trước khi Alvarez một mình vượt qua sự truy cản của đối phương để ghi bàn chỉ năm phút sau đó. Sang hiệp hai, Messi kiến tạo cho Alvarez lập cú đúp, qua đó giúp cho đại diện đến từ Nam Mỹ giành vé đến trận chung kết lần thứ hai sau tám năm chờ đợi.

### Pháp
|     | Đối thủ  | Kết quả |
| --- | -------- | ------- |
| 1   | Úc       | 4–1     |
| 2   | Đan Mạch | 2–1     |
| 3   | Tunisia  | 0–1     |
| 1/8 | Ba Lan   | 3–1     |
| TK  | Anh      | 2–1     |
| BK  | Maroc    | 2–0     |

Đội tuyển Pháp bắt đầu chiến dịch World Cup của mình với tư cách là đương kim vô địch thế giới, họ đã vô địch giải đấu gần đây nhất ở Nga và được xếp vào bảng D. Đối thủ đầu tiên tại vòng bảng là đội tuyển Úc, đại diện đến từ châu Á. Bất ngờ đã xảy ra khi Pháp bị Úc dẫn bàn trước nhờ pha lập công của Craig Goodwin, nhưng rồi họ đã lội ngược dòng thành công với cú đúp của Olivier Giroud, hai bàn thắng của Adrien Rabiot và Kylian Mbappé để khép lại trận đấu với chiến thắng tưng bừng 4–1. Nhờ chiến thắng này mà Pháp được tiếp thêm sức mạnh, họ sau đó đã vượt qua được đội tuyển Đan Mạch có tính tổ chức cao với tỷ số 2–1 nhờ cú đúp của Mbappé, dù họ đã để cho Andreas Christensen có được bàn thắng san bằng tỷ số. Với chiến thắng này, Pháp trở thành đội đầu tiên giành quyền vào vòng đấu loại trực tiếp của World Cup ở Qatar, đồng thời còn trở thành nhà vô địch thế giới châu Âu đầu tiên làm được như vậy kể từ năm 1994. Với việc chắc chắn có được vị trí đầu bảng, Pháp đã xoay tua đội hình của mình khi cho các cầu thủ trụ cột nghỉ dưỡng sức trong trận đấu cuối cùng gặp Tunisia đang chìm trong tuyệt vọng. Kết quả là Pháp chơi không đúng năng lực và thất bại với tỷ số 0–1 nhờ pha lập công duy nhất của Wahbi Khazri, trước khi Antoine Griezmann đã ghi bàn thắng gỡ hòa không được công nhận. Dù vậy, Pháp vẫn đứng đầu bảng D nhờ hiệu số bàn thắng bại nhỉnh hơn so với Úc, đội đã đánh bại Đan Mạch với tỷ số tương tự để giành vé vào vòng 16 đội.
Ở vòng 16 đội, Pháp đã vượt qua Ba Lan – đội đứng nhì bảng C – với tỷ số 3–1 nhờ pha lập công của Giroud và cú đúp của Mbappé, dù họ đã phải nhận bàn thua từ chấm phạt đền của Robert Lewandowski ở những phút bù giờ. Đến trận tứ kết gặp đối thủ truyền kiếp là đội tuyển Anh trong một trận đấu đầy căng thẳng, Pháp vẫn giành chiến thắng với tỷ số 2–1 với pha lập công của Aurelien Tchouameni và Olivier Giroud. Harry Kane là người đá phạt đền thành công gỡ hòa cho đội tuyển Anh, nhưng đến quả thứ hai để một lần nữa san bằng tỷ số thì Kane đã sút bay lên trời, qua đó giúp Pháp giành vé vào trận bán kết. Sau đó, Pháp phải đối đầu với "ngựa ô" Maroc, đội bóng đã gây chấn động thế giới khi đánh bại hai đại diện từ bán đảo Iberia là Tây Ban Nha và Bồ Đào Nha trong quá trình tiến đến bán kết. Tuy nhiên, với hai bàn thắng của Theo Hernandez và Randal Kolo Muani, Pháp đã dễ dàng đánh bại Maroc với tỷ số 2–0 để chấm dứt kỳ tích của đại diện đến từ châu Phi, qua đó giúp cho đại diện đến từ châu Âu lần đầu tiên lọt vào trận chung kết World Cup lần thứ hai liên tiếp trong lịch sử.

## Trước trận đấu

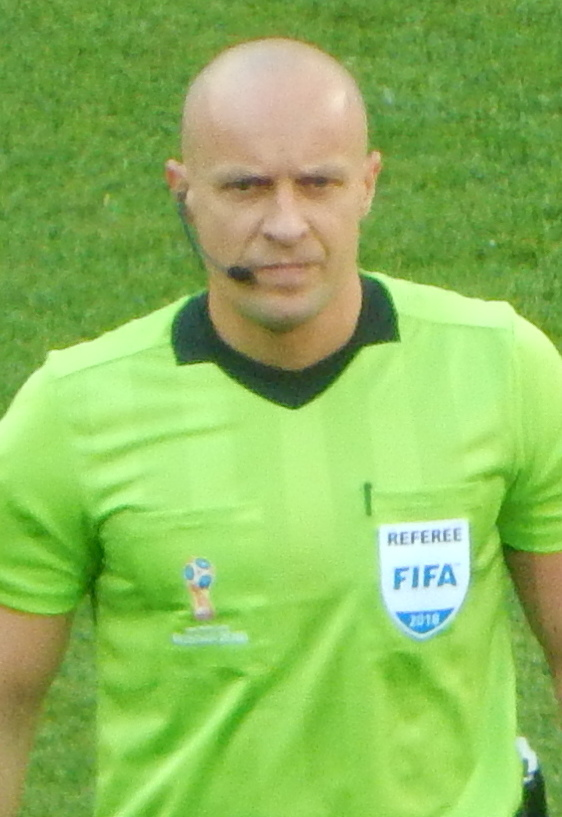
Trọng tài người Ba Lan Szymon Marciniak là người cầm còi điều khiển trận chung kết của giải đấu.

Ngày 15 tháng 12 năm 2022, FIFA xác nhận trọng tài người Ba Lan Szymon Marciniak được chọn làm trọng tài chính thức của trận chung kết, với hai người đồng hương Ba Lan Paweł Sokolnicki và Tomasz Listkiewicz làm trợ lý trọng tài của trận đấu. Marciniak đã được công nhận trở thành trọng tài FIFA vào năm 2011, và trước đó ông đã từng làm trọng tài tại các giải UEFA Euro 2016 và FIFA World Cup 2018, cũng như tại siêu cúp châu Âu 2018. Tại giải đấu lần này, trước khi được bắt chính trận chung kết, Marciniak đã từng cầm còi hai trận đấu, bao gồm trận đấu giữa Pháp – Đan Mạch tại vòng bảng và trận đấu giữa Argentina – Úc tại vòng 16 đội. Đây là lần đầu tiên một trọng tài người Ba Lan dẫn dắt một tổ trọng tài tại một trận chung kết World Cup, và là lần thứ hai mà trọng tài người Ba Lan được đưa vào danh sách các trọng tài chính thức trong một trận cầu quan trọng như vậy, sau Michał Listkiewicz (cha của trợ lý trọng tài Tomasz), người từng làm trọng tài biên trong trận chung kết vào năm 1990.
Hai trọng tài người Mỹ Ismail Elfath và Kathryn Nesbitt được FIFA lần lượt chọn làm trọng tài bàn và trọng tài dự phòng, riêng trọng tài người Ba Lan Tomasz Kwiatkowski là người dẫn dắt tổ trợ lý trọng tài video. Trọng tài người Venezuela Juan Soto được chọn là trợ lý tổ trợ lý trọng tài video, trọng tài người Mỹ Kyle Atkins là trợ lý trọng tài video bắt việt vị, còn vị trí người hỗ trợ trợ lý trọng tài video do trọng tài người Mexico Fernando Guerrero đảm nhiệm. Bastian Dankert (người Đức) và Corey Parker (người Mỹ) là hai trọng tài dự phòng của tổ trợ lý trọng tài video, trong đó Parker là người trợ lý cho Dankert.
Với tính chất quan trọng của một trận chung kết, các nguyên thủ quốc gia đã có mặt trên khán đài để theo dõi trận chung kết, trong đó có Tiểu vương Qatar Tamim bin Hamad Al Thani, tổng thống Pháp Emmanuel Macron, và tổng thống Thổ Nhĩ Kỳ Recep Tayyip Erdogan. Các thành viên của Hội đồng FIFA và chủ tịch FIFA Gianni Infantino cũng đã có mặt trên khán đài để tham dự. Tổng thống Argentina Alberto Fernandez là người duy nhất từ chối lời mời đến Qatar theo dõi trận chung kết do lo ngại về những ảnh hưởng tiêu cực từ chính trị, thay vào đó, ông chỉ ở nhà và cổ vũ cho đội tuyển của quê hương mình.
Buổi lễ bế mạc của World Cup 2022 đã được tổ chức với sự tham gia trình diễn của những nghệ sĩ nổi tiếng bao gồm Ozuna, Gims, Nora Fatehi, Balqees, Rahma Riad, Manal và Aisha Aziani. Trước khi trận đấu diễn ra, như thường lệ, lễ chào cờ và quốc ca của hai đội đã được tiến hành. Nữ ca sĩ người Argentina Lali Espósito thể hiện phần quốc ca của Argentina, còn Farrah Eldibany – nữ ca sĩ người Ai Cập có quãng giọng mezzo-soprano sở trường – là người thể hiện phần quốc ca của Pháp. Cựu thủ môn người Tây Ban Nha Iker Casillas và nữ diễn viên người Ấn Độ Deepika Padukone là những người mang chiếc cúp vàng ra sân.
Argentina tung sơ đồ 4–3–3 trong trận chung kết, với Lionel Messi sát cánh với Angel Di Maria và Julian Alvarez trên hàng công. Marcos Acuna trở lại trên băng ghế dự bị sau khi anh vắng mặt ở trận bán kết. Trong khi đó, Pháp vẫn trung thành với sơ đồ 4–2–3–1, với việc đón chào sự trở lại của Dayot Upamecano và Adrien Rabiot khi cả hai cầu thủ không thể thi đấu trận bán kết do mắc bệnh cúm. Olivier Giroud tiếp tục được bố trí đá trung phong, với Antoine Griezmann đá lùi sâu để chơi hộ công cho toàn đội.

## Trận đấu

### Hiệp 1

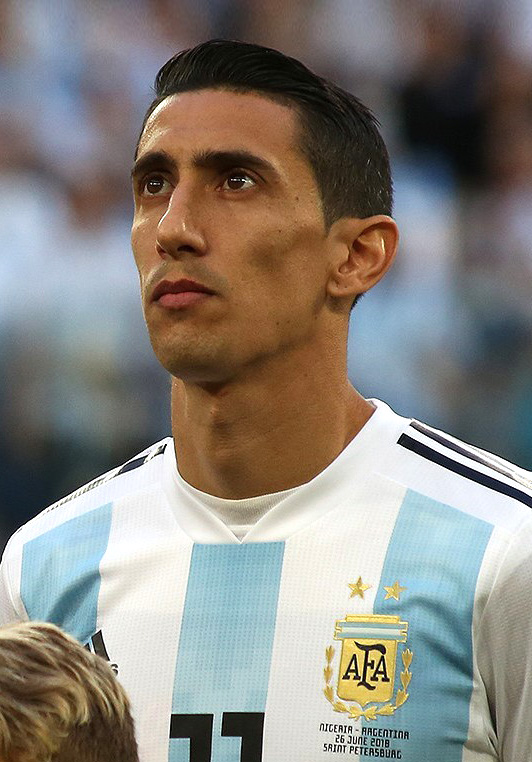
Angel Di Maria là người bị phạm lỗi trong vòng cấm, tạo tiền đề cho Messi thực hiện thành công quả phạt đền, và chính anh còn nhân đôi cách biệt tỷ số cho Argentina.

Trận chung kết được bắt đầu vào lúc 18:00 theo giờ địa phương (15:00 UTC) trước sự chứng kiến của 88.966 khán giả trên sân, với Pháp là đội giành quyền giao bóng trước. Nhiệt độ tại sân vận động Lusail Iconic khi trận đấu diễn ra là 22 °C (72 °F), trời có mây và có độ ẩm lên đến 64%. Trong hiệp 1, Argentina là đội có thế trận tốt hơn dù cho cả hai bên đều nhập cuộc tương đối thận trọng. Phút thứ 3, Rodrigo De Paul sục bóng tinh tế để Julian Alvarez thoát xuống nhưng không thể chiến thắng thủ môn Hugo Lloris trong thế đối mặt. Hai phút sau, Enzo Fernandez tung ra cú sút chân phải ngoài vòng cấm, bóng đi căng nhưng đúng vị trí mà Lloris đã chọn sẵn. Đến phút thứ 8, De Paul có bóng thoải mái trước vòng cấm và tung ra cú dứt điểm chân phải đưa bóng chạm chân Raphael Varane đổi hướng đi chệch cột dọc khung thành thủ môn. Bước ngoặt xảy ra ở phút thứ 21, khi Angel Di Maria phô diễn kỹ thuật vượt mặt Ousmane Dembele, sau đó anh bị chính Dembele đốn ngã trong vòng cấm và trọng tài Marciniak ngay lập tức chỉ tay vào chấm phạt đền cho Argentina. Trên chấm 11 mét, Lionel Messi dễ dàng đánh lừa thủ môn Lloris với cú sút tầm thấp vào góc phải khung thành, mở tỷ số 1–0 cho Argentina trước Pháp ở phút thứ 23. Tinh thần của các cầu thủ Argentina càng được dâng cao sau bàn mở tỷ số, và đến phút thứ 36, Argentina tạo ra một pha phản công thần tốc chớp nhoáng để cho Alexis Mac Allister căng ngang dọn cỗ cho Di Maria thoát xuống, hạ gục thủ môn Lloris trong thế đối mặt, nâng tỷ số lên thành 2–0. Hai bàn thua chóng vánh đã khiến cho huấn luyện viên Didier Deschamps bất đắc dĩ buộc phải tăng cường sức mạnh trên hàng công bằng việc thay hai tiền đạo chủ lực Olivier Giroud và Dembele ra sân để nhường chỗ cho Randal Kolo Muani và Marcus Thuram vào sân ngay ở phút thứ 41. Argentina tạm vươn lên dẫn trước 2–0 sau khi kết thúc hiệp 1, còn Pháp đang phải trải qua một hiệp đấu đáng thất vọng.

### Hiệp 2

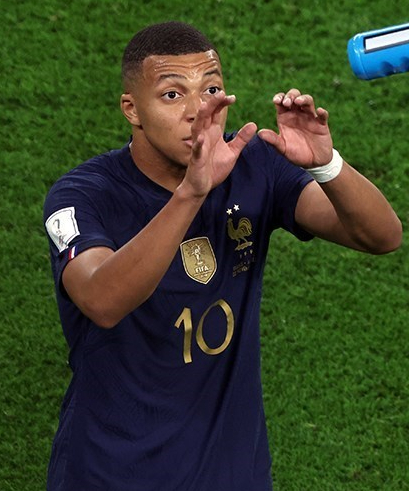
Kylian Mbappé tỏa sáng trong hiệp đấu này bằng một cú đúp chỉ chưa đầy hai phút.

Sang hiệp 2, Argentina vẫn là những người giành quyền chủ động trên sân. Phút thứ 50, De Paul thoải mái bắt volley chân phải trong vòng cấm nhưng thủ môn Lloris đã đổ người ôm gọn bóng cứu thua cho Pháp. Năm phút sau, trọng tài Marciniak rút thẻ vàng đầu tiên cho đội tuyển Pháp cảnh cáo với Adrien Rabiot sau pha vào bóng từ phía sau với De Paul. Đây là thẻ phạt thứ hai mà trọng tài rút ra trong trận chung kết, sau Enzo Fernandez của Argentina ở những phút bù giờ của hiệp 1. Phút thứ 59, Argentina lại có cơ hội phản công khi Alvarez thoát xuống ở cánh trái, xâm nhập vòng cấm và tung ra cú dứt điểm từ góc hẹp, chỉ tiếc là bóng đã đi sát cột dọc khung thành thủ môn Lloris. Tám phút sau đó, đến lượt Pháp đã trả lời khi Antoine Griezmann thoát xuống ở cánh trái và căng ngang đưa bóng cắt ngang khung thành thủ môn Emiliano Martinez nhưng không có cầu thủ Pháp nào kịp di chuyển băng cắt để dứt điểm. Tới phút thứ 71, Kylian Mbappé mới có cơ hội đầu tiên của mình khi anh đột phá từ cánh trái vào vòng cấm và tung ra cú sút chân phải đầy uy lực, nhưng bóng đi vọt xà ngang khung thành thủ môn Martínez. Hai bên chơi giằng co rất quyết liệt, và bước ngoặt xảy ra ở phút thứ 79, Nicolas Otamendi đã chơi chủ quan khi để cho Kolo Muani đột phá xâm nhập vòng cấm và anh không còn cách nào khác phải phạm lỗi và trọng tài Marciniak ngay lập tức chỉ tay vào chấm phạt đền. Trên chấm 11 mét, Mbappé dù để thủ môn Martinez đoán được hướng sút nhưng cú sút của anh rất căng và không thể cản phá. Tỷ số được rút ngắn xuống còn 2–1 cho Pháp trước Argentina ở phút 80. Chỉ chưa đầy hai phút sau khi có được bàn rút ngắn tỷ số, Mbappé lại tỏa sáng khi anh phối hợp một chạm cùng Thuram trước khi thoát xuống hạ gục thủ môn Martinez trong thế đối mặt bằng một cú vô lê đẹp mắt, qua đó quân bình tỷ số 2–2 cho Pháp. Hai pha lập công của Mbappé đã giúp cho tinh thần của Pháp được dâng cao, đẩy Argentina vào thế ngàn cân treo sợi tóc. Ở phút bù giờ thứ ba, Mbappé xộc thẳng vào trung lộ, tung ra cú sút chân phải trong vòng vây ba cầu thủ của Argentina nhưng bóng chạm chân Otamendi đi hết đường biên ngang. Tiếp đó, bóng được chuyền vào từ cánh trái trả về tuyến hai để Rabiot tung ra cú sút chân trái trong vòng cấm khi không bị cầu thủ Argentina nào theo kèm khiến thủ môn Martinez mất hai nhịp mới ôm gọn được bóng. Sang phút bù giờ thứ bảy, Messi đã đáp trả khi tung ra cú dứt điểm đầy uy lực trước vòng cấm khiến thủ môn Lloris vất vả đấm bóng cứu thua cho Pháp. Hòa nhau với tỷ số 2–2 sau hai hiệp thi đấu chính thức, Argentina và Pháp buộc phải bước sang hiệp phụ.

### Hiệp phụ

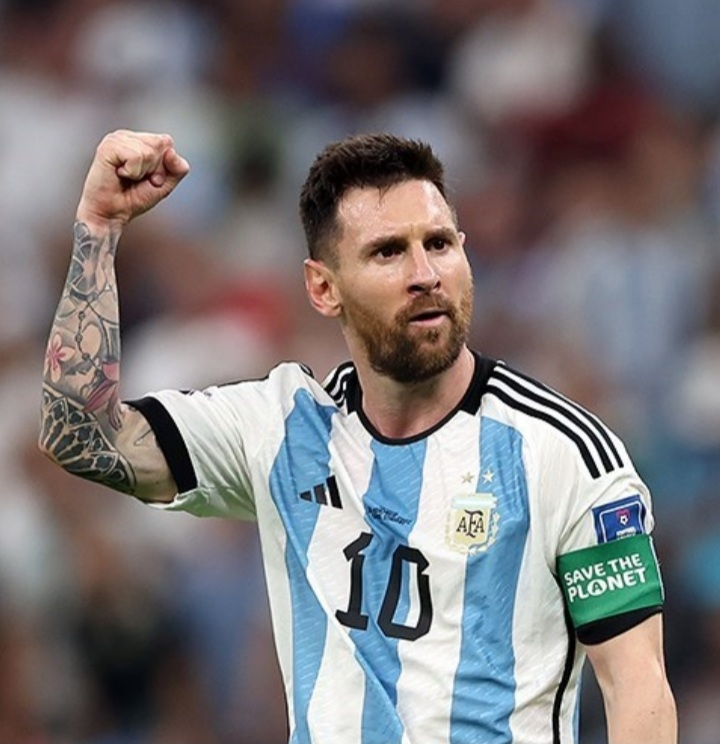
Với hai bàn thắng trong trận chung kết, Lionel Messi được bầu chọn là cầu thủ xuất sắc nhất trận chung kết. Ngoài ra, tại giải đấu này, anh còn được FIFA trao danh hiệu Quả bóng vàng, trở thành cầu thủ đầu tiên trong lịch sử có hai lần nhận danh hiệu này.

Bước vào hiệp phụ, hai bên nhập cuộc rất quyết liệt và có phần thận trọng. Đến phút thứ 104, Marcos Acuna xoay người dứt điểm chân trái nhưng bóng đi quá thiếu chính xác. Một phút sau, Lautaro Martinez bất ngờ có bóng sau một pha đập nhả giữa Messi và Mac Allister, anh đối mặt với thủ môn Lloris trong vòng cấm nhưng lại dứt điểm trúng vào người của Dayot Upamecano hết sức đáng tiếc. Martinez còn có thêm cơ hội ghi bàn ở phút bù giờ đầu tiên của hiệp phụ thứ nhất, nhưng tiếc thay anh lại dứt điểm ra ngoài trong tình huống đối mặt với thủ thành Lloris. Thế trận căng thẳng đã khiến hiệp phụ thứ nhất khép lại mà không có bàn thắng nào được ghi. Sang hiệp phụ thứ hai, thế trận được đẩy lên cao hơn, và ở phút thứ 107, Messi tung ra cú dứt điểm qua hai chân Upamecano đưa bóng vào góc gần nhưng thủ môn Lloris đã bay người đấm bóng cứu thua cho Pháp. Chỉ hai phút sau đó, pha phối hợp trung lộ ăn ý giữa Messi và Fernandez giúp cho Martinez sút căng từ góc hẹp, thủ môn Lloris đẩy bóng ra tới đúng vị trí của Messi. Messi nhanh chóng dứt điểm cận thành đưa bóng đi qua vạch vôi trước khi Jules Kounde kịp phá bóng ra, nâng tỷ số lên 3–2 cho Argentina. Tưởng như mọi chuyện đã kết thúc với đội tuyển Pháp, thế nhưng họ lại được hưởng một quả phạt đền ở phút thứ 116 khi Mbappé tung ra cú sút đưa bóng chạm cánh tay của Gonzalo Montiel. Trên chấm 11 mét, Mbappé dễ dàng đánh lừa thủ môn Martinez, hoàn tất cú hat-trick ở trận chung kết và quân bình tỷ số 3–3 cho Pháp trước Argentina ở phút 118. Bàn thắng này cũng đã giúp cho Mbappé trở thành cầu thủ thứ ba và là cầu thủ nam thứ hai lập hat-trick trong một trận chung kết World Cup, sau Geoff Hurst của đội tuyển Anh trong trận chung kết gặp Tây Đức tại Luân Đôn vào năm 1966 và Carli Lloyd của đội tuyển Mỹ trong trận chung kết gặp Nhật Bản tại Vancouver vào năm 2015. Ở những phút bù giờ, hai bên đều có những cú dứt điểm liên tiếp nhưng không thành công, bao gồm tình huống Kolo Muani không thể chiến thắng được thủ môn Martinez trong thế đối mặt và tình huống phản công ngay sau đó được kết thúc bằng cú đánh đầu chệch khung thành ở cự ly 9 mét của Lautaro Martinez. Hiệp phụ khép lại với tỷ số hòa 3–3, buộc cả hai đội phải thực hiện loạt sút luân lưu cân não.

### Loạt sút luân lưu

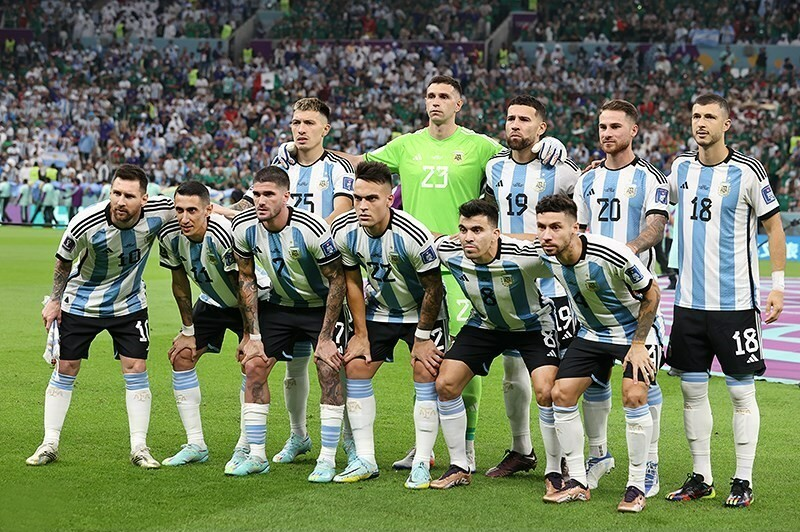
Argentina chính thức lên ngôi vô địch sau 36 năm kể từ năm 1986.

Pháp là đội thực hiện loạt sút luân lưu trước. Ở lượt sút đầu tiên, Mbappé sút bóng đầy quyết đoán vào góc trái khung thành, và thủ môn Martinez dù chạm tay vào bóng nhưng không thể cản phá thành công. Bên phía Argentina, Messi nhẹ nhàng đánh lừa thủ môn Lloris với cú sút chìm vào góc trái khung thành. Bước ngoặt đã xảy ra ở lượt sút thứ hai khi Kingsley Coman không thể chiến thắng thủ môn Martinez với cú sút vào góc trái khung thành, còn Paulo Dybala sút thẳng vào chính giữa khung thành, đánh lừa được thủ môn Lloris. Đến lượt sút thứ ba, chiêu trò thao túng tâm lý từ thủ môn Martinez đã khiến cho Aurelien Tchouameni sút bóng thẳng ra ngoài khung thành, còn Leandro Paredes đánh bại được thủ môn Lloris với cú sút vào thẳng góc trái khung thành. Dù cho Kolo Muani đã thực hiện thành công lượt sút thứ tư để níu kéo hy vọng cho đội tuyển Pháp, nhưng cú sút vào góc trái khung thành của Montiel đã dập tắt hy vọng bảo vệ chức vô địch của đại diện đến từ châu Âu. Argentina chính thức lên ngôi vô địch lần thứ ba trong lịch sử World Cup, qua đó giúp họ lần đầu tiên giành được danh hiệu này trong lịch sử sau 36 năm chờ đợi.

### Chi tiết
| Argentina                                | 3–3 (s.h.p.) | Pháp                                       |
| ---------------------------------------- | ------------ | ------------------------------------------ |
| - Messi 23' (ph.đ.), 109' - Di Maria 36' | Chi tiết     | - Mbappé 80' (ph.đ.), 81', 118' (ph.đ.)    |
| Loạt sút luân lưu                        |              |                                            |
| - Messi - Dybala - Paredes - Montiel     | 4–2          | - Mbappé - Coman - Tchouameni - Kolo Muani |

| Argentina | Pháp |

| TM               | 23 | Emiliano Martinez   | 120+5' |        |
| HV               | 26 | Nahuel Molina       |        | 91'    |
| HV               | 13 | Cristian Romero     |        |        |
| HV               | 19 | Nicolas Otamendi    |        |        |
| HV               | 3  | Nicolas Tagliafico  |        | 120+1' |
| TV               | 24 | Enzo Fernandez      | 45+7'  |        |
| TV               | 7  | Rodrigo De Paul     |        | 102'   |
| TV               | 20 | Alexis Mac Allister |        | 116'   |
| TĐ               | 10 | Lionel Messi (c)    |        |        |
| TĐ               | 9  | Julian Alvarez      |        | 102'   |
| TĐ               | 11 | Angel Di Maria      |        | 64'    |
| Thay người:      |    |                     |        |        |
| TV               | 8  | Marcos Acuna        | 90+8'  | 64'    |
| HV               | 4  | Gonzalo Montiel     | 116'   | 91'    |
| TV               | 5  | Leandro Paredes     | 114'   | 102'   |
| TĐ               | 22 | Lautaro Martinez    |        | 102'   |
| HV               | 6  | German Pezzella     |        | 116'   |
| TĐ               | 21 | Paulo Dybala        |        | 120+1' |
| Huấn luyện viên: |    |                     |        |        |
| Lionel Scaloni   |    |                     |        |        |

| TM               | 1  | Hugo Lloris (c)     |       |        |
| HV               | 5  | Jules Kounde        |       | 120+1' |
| HV               | 4  | Raphael Varane      |       | 113'   |
| HV               | 18 | Dayot Upamecano     |       |        |
| HV               | 22 | Theo Hernandez      |       | 71'    |
| TV               | 8  | Aurelien Tchouameni |       |        |
| TV               | 14 | Adrien Rabiot       | 55'   | 96'    |
| TV               | 11 | Ousmane Dembele     |       | 41'    |
| TV               | 7  | Antoine Griezmann   |       | 71'    |
| TV               | 10 | Kylian Mbappé       |       |        |
| TĐ               | 9  | Olivier Giroud      | 90+5' | 41'    |
| Thay người:      |    |                     |       |        |
| TĐ               | 12 | Randal Kolo Muani   |       | 41'    |
| TĐ               | 26 | Marcus Thuram       | 87'   | 41'    |
| TĐ               | 20 | Kingsley Coman      |       | 71'    |
| TV               | 25 | Eduardo Camavinga   |       | 71'    |
| TV               | 13 | Youssouf Fofana     |       | 96'    |
| HV               | 24 | Ibrahima Konate     |       | 113'   |
| HV               | 3  | Axel Disasi         |       | 120+1' |
| Huấn luyện viên: |    |                     |       |        |
| Didier Deschamps |    |                     |       |        |

| Cầu thủ xuất sắc nhất trận: Lionel Messi (Argentina) Trợ lý trọng tài: Paweł Sokolnicki (Ba Lan) Tomasz Listkiewicz (Ba Lan) Trọng tài bàn: Ismail Elfath (Hoa Kỳ) Trọng tài dự phòng: Kathryn Nesbitt (Hoa Kỳ) Trợ lý trọng tài video: Tomasz Kwiatkowski (Ba Lan) Trợ lý tổ trợ lý trọng tài video: Juan Soto (Venezuela) Kyle Atkins (Hoa Kỳ) Fernando Guerrero (Mexico) Trọng tài dự phòng của tổ trợ lý trọng tài video: Bastian Dankert (Đức) Trợ lý trọng tài dự phòng của tổ trợ lý trọng tài video: Corey Parker (Hoa Kỳ) | Luật trận đấu - 90 phút - 30 phút của hiệp phụ nếu cần thiết - Loạt sút luân lưu nếu vẫn có tỷ số hòa - Có tối đa 15 cầu thủ dự bị - Được phép thay tối đa 5 cầu thủ dự bị, và được phép thay thêm 1 cầu thủ dự bị nữa trong hiệp phụ - Được thay tối đa 1 cầu thủ dự bị trong trường hợp cầu thủ trên sân bị chấn động não |

### Thống kê
| Chỉ số thống kê       | Argentina | Pháp |
| --------------------- | --------- | ---- |
| Số bàn thắng được ghi | 2         | 0    |
| Tổng số cú sút        | 6         | 0    |
| Số cú sút trúng đích  | 3         | 0    |
| Số lần cản phá        | 0         | 1    |
| Kiểm soát bóng        | 59%       | 41%  |
| Phạt góc              | 2         | 0    |
| Số pha phạm lỗi       | 10        | 11   |
| Lỗi việt vị           | 3         | 0    |
| Thẻ vàng              | 1         | 0    |
| Thẻ đỏ                | 0         | 0    |

| Chỉ số thống kê       | Argentina | Pháp |
| --------------------- | --------- | ---- |
| Số bàn thắng được ghi | 0         | 2    |
| Tổng số cú sút        | 6         | 6    |
| Số cú sút trúng đích  | 4         | 3    |
| Số lần cản phá        | 1         | 4    |
| Kiểm soát bóng        | 45%       | 55%  |
| Phạt góc              | 2         | 3    |
| Số pha phạm lỗi       | 9         | 5    |
| Lỗi việt vị           | 0         | 2    |
| Thẻ vàng              | 1         | 3    |
| Thẻ đỏ                | 0         | 0    |

| Chỉ số thống kê       | Argentina | Pháp |
| --------------------- | --------- | ---- |
| Số bàn thắng được ghi | 1         | 1    |
| Tổng số cú sút        | 8         | 4    |
| Số cú sút trúng đích  | 3         | 2    |
| Số lần cản phá        | 1         | 2    |
| Kiểm soát bóng        | 62%       | 38%  |
| Phạt góc              | 2         | 2    |
| Số pha phạm lỗi       | 6         | 3    |
| Lỗi việt vị           | 1         | 2    |
| Thẻ vàng              | 3         | 0    |
| Thẻ đỏ                | 0         | 0    |

| Chỉ số thống kê       | Argentina | Pháp |
| --------------------- | --------- | ---- |
| Số bàn thắng được ghi | 3         | 3    |
| Tổng số cú sút        | 20        | 10   |
| Số cú sút trúng đích  | 10        | 5    |
| Số lần cản phá        | 2         | 7    |
| Kiểm soát bóng        | 54%       | 46%  |
| Phạt góc              | 6         | 5    |
| Số pha phạm lỗi       | 26        | 19   |
| Lỗi việt vị           | 4         | 4    |
| Thẻ vàng              | 5         | 3    |
| Thẻ đỏ                | 0         | 0    |

## Sau trận đấu

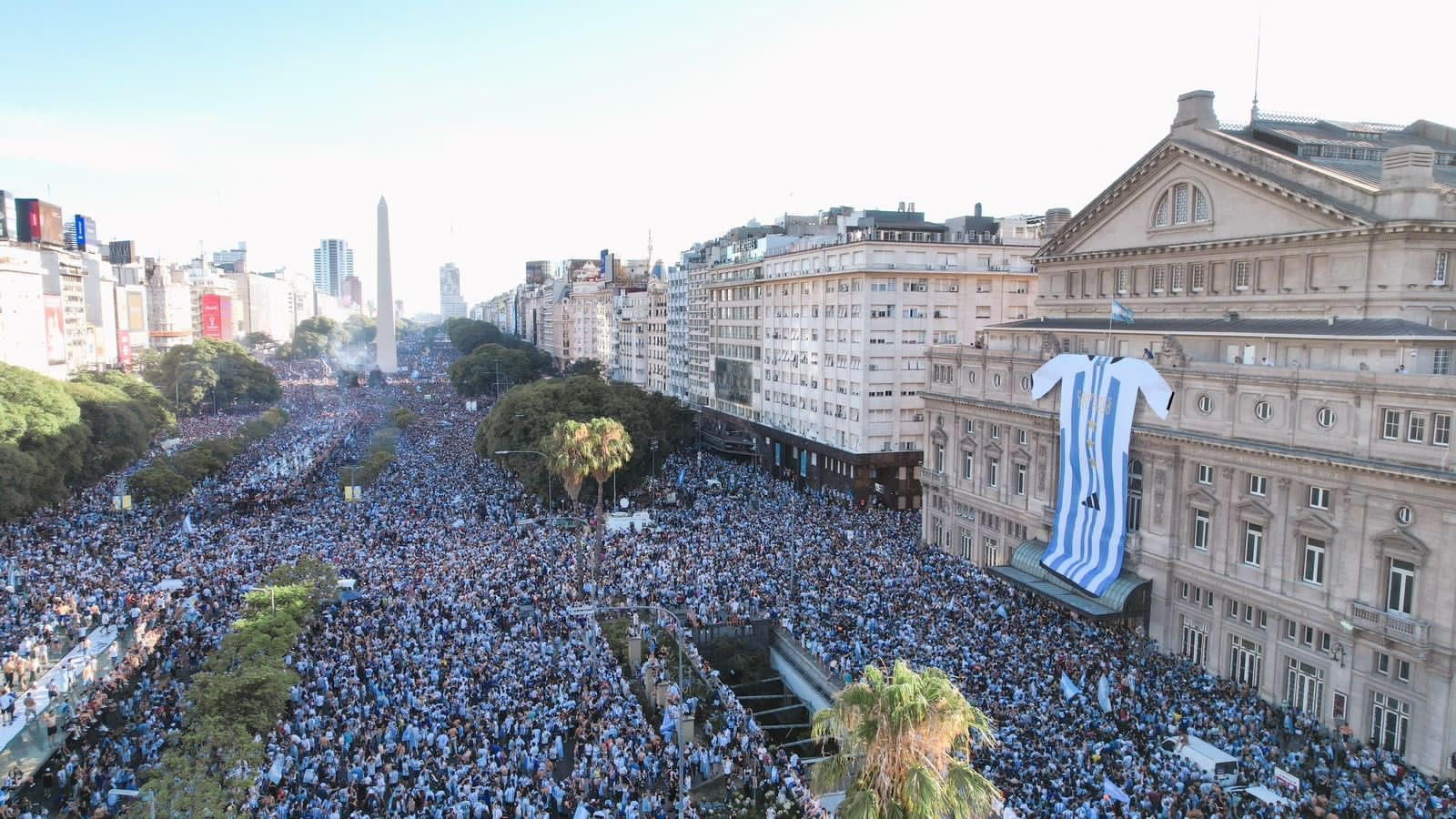
Sau khi Argentina lên ngôi vô địch World Cup 2022, rất nhiều cổ động viên tại quê nhà đã tụ tập tại Buenos Aires để làm lễ ăn mừng vô địch cùng với đội tuyển. Ước tính có hơn bốn triệu người dân tham gia lễ hội này.

Argentina có lần thứ ba giành chiếc cúp vô địch FIFA World Cup, vượt qua Pháp và Uruguay để đứng thứ tư về số lần vô địch World Cup, chỉ sau Brasil (5 lần), Đức và Ý (đều cùng 4 lần). Họ cũng trở thành đội bóng Nam Mỹ và không thuộc châu Âu đầu tiên vô địch World Cup kể từ Brasil lên ngôi vào năm 2002, và đồng thời còn là nhà đương kim vô địch Copa América đầu tiên vô địch World Cup. Ngoài ra, Argentina còn trở thành đội bóng thứ hai giành được danh hiệu dù thua trận ra quân, sau Tây Ban Nha vào năm 2010. Việc giành thắng lợi trước Hà Lan trong loạt sút luân lưu ở trận tứ kết đã giúp cho Argentina trở thành đội bóng đầu tiên có lần thứ hai chiến thắng trước cùng đối thủ với hình thức này trên đường tới danh hiệu World Cup của họ. Đây là chức vô địch World Cup thứ mười cho một đội Nam Mỹ và là chiến thắng thứ tám của Nam Mỹ trong 11 trận chung kết trước đối thủ đến từ châu Âu. 
Trong khi đó, Pháp trở thành nhà đương kim vô địch thứ ba để thua trong trận chung kết thứ hai liên tiếp của mình sau Argentina vào năm 1990 và Brasil vào năm 1998. Đây là trận chung kết thứ tám trong lịch sử World Cup phải bước sang hiệp phụ và là trận chung kết thứ ba phải phân định thắng thua bằng loạt sút luân lưu, sau các năm 1994 và 2006, năm đó Pháp cũng thất bại trong loạt sút này. Với 6 bàn thắng được ghi trong trận chung kết, giải đấu đã khép lại với 172 bàn thắng, vượt qua kỷ lục 171 bàn thắng vào các năm 1998 và 2014 để dẫn đầu về số bàn thắng đã được ghi trong lịch sử các kỳ World Cup.
Chủ tịch FIFA Gianni Infantino đã có mặt trên khán đài trong lễ trao giải để trao huy chương và trao cúp cho Lionel Messi, đội trưởng của đội tuyển Argentina. Những người tham gia lễ trao giải cùng với ông bao gồm Tiểu vương Qatar Tamim bin Hamad Al Thani, tổng thống Pháp Emmanuel Macron, chủ tịch Hiệp hội bóng đá Argentina Claudio Tapia, chủ tịch Liên đoàn bóng đá Pháp Noël Le Graët, chủ tịch UEFA Aleksander Ceferin và chủ tịch CONMEBOL Alejandro Domínguez. Sergio Batista và Nery Pumpido, những người vô địch World Cup cùng Argentina vào năm 1986, đã mang chiếc cúp lên sân trong buổi lễ. Ngoài ra, Messi còn được Tiểu vương trao cho một chiếc áo bisht – áo choàng truyền thống của người Ả Rập – để mặc trước lễ ăn mừng vô địch. Không giống như những buổi lễ trao cúp tại các kỳ World Cup trước đó bằng việc bắn pháo giấy, lễ trao cúp của kỳ World Cup lần này được thực hiện bằng việc bắn pháo hoa kết hợp với ánh sáng của sân vận động và một chút nhạc giao hưởng.
— Cựu danh thủ Gary Neville chia sẻ sau khi theo dõi trận chung kết và khen ngợi về màn trình diễn siêu hạng của Lionel Messi.
Sau trận chung kết, Messi đã được FIFA bầu chọn là cầu thủ xuất sắc nhất trận đấu, và đồng thời anh còn nhận danh hiệu Quả bóng vàng với tư cách là cầu thủ xuất sắc nhất giải đấu sau năm 2014, giúp anh trở thành cầu thủ đầu tiên có hai lần vinh dự nhận danh hiệu này. Ngoài ra, với 7 bàn thắng có được tại giải đấu, Messi cũng được trao danh hiệu Chiếc giày bạc của FIFA, chỉ sau Kylian Mbappé. Với việc ra sân tại trận chung kết, Messi còn lập một kỷ lục khác khi anh trở thành cầu thủ có số lần ra sân nhiều nhất trong lịch sử World Cup, với 26 lần ra sân qua năm kỳ tham dự, vượt qua kỷ lục 25 lần ra sân của cựu danh thủ người Đức Lothar Matthaus. Cú đúp bàn thắng trong trận chung kết cũng đã giúp anh trở thành cầu thủ thứ hai trong lịch sử World Cup ghi đầy đủ bàn thắng tại vòng đấu loại trực tiếp, sau cựu danh thủ György Sárosi của đội tuyển Hungary vào năm 1938, và đồng thời còn là cầu thủ duy nhất cho đến nay ghi đầy đủ bàn thắng tại cả vòng đấu loại trực tiếp và vòng bảng của một kỳ World Cup.
Với cú hat-trick trong trận chung kết, cá nhân Mbappé trở thành cầu thủ thứ hai trong lịch sử World Cup lập được thành tích này trong một trận chung kết, sau Geoff Hurst vào năm 1966. Do đã từng ghi bàn trong trận chung kết vào năm 2018, Mbappé trở thành cầu thủ ghi bàn nhiều nhất tại một trận chung kết của World Cup với 4 bàn thắng có được, vượt qua 3 bàn thắng của các danh thủ Geoff Hurst, Pele, Vava và Zinedine Zidane. Ngoài ra, cú hat-trick kể trên đã giúp anh vượt mặt Messi ở cuộc đua vua phá lưới để giành danh hiệu Chiếc giày vàng với 8 bàn thắng, nhiều nhất tại một kỳ World Cup kể từ khi Ronaldo thực hiện vào năm 2002, và đồng thời còn được trao danh hiệu Quả bóng bạc với tư cách là cầu thủ xuất sắc thứ nhì của giải đấu. Với màn trình diễn chói sáng của mình, thủ môn Emiliano Martinez của Argentina được FIFA trao danh hiệu Găng tay vàng với tư cách là thủ môn xuất sắc nhất giải đấu, còn Enzo Fernandez – một cầu thủ khác của Argentina – được trao danh hiệu Cầu thủ trẻ xuất sắc nhất của giải đấu.
Tại buổi họp báo sau trận đấu và buổi lễ trao giải, huấn luyện viên Lionel Scaloni tự hào về chiến tích mà các cầu thủ đạt được là giành chức vô địch World Cup. Ông thừa nhận rằng các cầu thủ của ông đang phải chịu đựng những khó khăn trong "một trận đấu hoàn hảo", và đồng thời còn nói rằng đây là một trận cầu "không thể tin được", nhưng toàn đội của ông đã "đáp ứng tất cả mọi thứ". Ngoài ra, ông còn đưa ra lời kêu gọi với các cầu thủ và cả người dân Argentina rằng họ nên tận hưởng khoảnh khắc đó, vì "đó là một khoảnh khắc lịch sử đối với đất nước chúng ta". Bên phía đối diện, huấn luyện viên Didier Deschamps tỏ ra khá thất vọng về trận thua đau đớn này, ông còn thừa nhận rằng dịch cúm đã khiến các cầu thủ của ông chơi không tốt trong 80 phút thi đấu đã qua trước khi Mbappé giải cứu cho Pháp bằng một cú đúp. Mặc dù vậy, ông vẫn dành lời khen ngợi cho các cầu thủ của mình, trong đó có Mbappé, dù cho họ đã phải vất vả khá nhiều để đánh bại Maroc ở trận bán kết. Ngay cả đội trưởng Hugo Lloris của đội tuyển Pháp cũng lên tiếng rằng toàn đội "đã cố gắng hết sức từ đầu đến cuối tại giải đấu này", và họ "nên tự hào về điều đó", mặc dù anh vẫn không tránh khỏi nỗi buồn khi nói rằng "thật khó khăn khi bạn thua cuộc và bạn không thể tìm ra một từ ngữ thích hợp để miêu tả vì nó quá đau đớn". Sau trận chung kết, Hugo Lloris và Raphael Varane đều nói lời giã từ sự nghiệp ở màu áo đội tuyển quốc gia.
— Tường Linh, Znews
Tại Argentina, các hoạt động ăn mừng đã nổ ra trên khắp đất nước, đáng chú ý nhất là ở thủ đô Buenos Aires và Rosario, quê hương của Messi. Ngày 20 tháng 12 năm 2022, sau khi các cầu thủ Argentina xuất hiện, lễ ăn mừng tại Buenos Aires đã thu hút một đám đông mà giới truyền thông địa phương ước tính là hơn bốn triệu người, buộc cả đội phải sử dụng máy bay trực thăng để ra khỏi xe buýt của họ. Ngày 22 tháng 12 năm 2022, Liên đoàn bóng đá Pháp xác nhận họ đã gửi đơn khiếu nại chính thức đối với thủ môn Emiliano Martinez của Argentina do những hành vi phi thể thao của anh, bao gồm các sự cố như lời cầu nguyện mỉa mai xin cho Mbappé câm lặng trong phòng thay đồ của Argentina sau trận đấu, đồng thời khi họ còn nhìn thấy anh đang cầm và cười nhạo một món đồ chơi có hình khuôn mặt của Mbappé được dán trên đó trong buổi diễu hành mừng chiến thắng của Argentina. Còn tại Pháp, những vụ bạo loạn lại tiếp tục nổ ra trên khắp đất nước tại các thành phố bao gồm Paris, Lyon và Nice; rất giống với những vụ bạo loạn trước đó sau chiến thắng của đội tuyển Pháp vào năm 2018, cũng như sau những chiến thắng trước hai đội tuyển Anh và Maroc trước đó tại giải đấu. Thậm chí, một số cầu thủ của đội tuyển Pháp như Kingsley Coman, Randal Kolo Muani và Aurelien Tchouameni đã bị chính các cổ động viên có những lời lẽ phân biệt chủng tộc trên các mạng xã hội, điều này gợi nhớ đến hành vi lạm dụng chủng tộc mà người hâm mộ của đội tuyển Anh đã đổ vào ba cầu thủ Marcus Rashford, Jadon Sancho và Bukayo Saka, sau khi họ đá hỏng ba quả phạt đền trong trận chung kết UEFA Euro 2020 để rồi họ ngậm ngùi chứng kiến đội tuyển Ý lên ngôi vô địch giải đấu đó. Messi cũng đã đăng tải bài viết trên Instagram với bức hình về chiếc cúp đang nằm trong tay anh khi ăn mừng vô địch. Chỉ sau 48 tiếng đăng tải, lượt người thích bài viết này đã lên con số hơn 64 triệu, qua đó trở thành bài đăng trên mạng xã hội được thích nhiều nhất từ trước đến nay trên tất cả các nền tảng mạng xã hội toàn cầu.
Trận chung kết cũng đã được giới chuyên môn lẫn khán giả nhiệt liệt khen ngợi bởi tính giải trí đúng nghĩa của hai đội, làm cho mọi suy nghĩ của nhiều người trở nên khó đoán hơn. Phát biểu trên tờ RTE, tác giả Damien Duff cho rằng đây là trận chung kết "hay nhất từ trước đến nay"; cây viết James Tyler của tờ ESPN đã khép lại trận đấu bằng một lời phát biểu: "Lịch sử sẽ ghi nhớ rằng đây là World Cup của Messi, nhưng Argentina đã cùng nhau giành được chiếc cúp đó". Tác giả Tường Linh trên trang báo điện tử Znews khẳng định rằng trận đấu giữa Argentina và Pháp cũng là đủ để "World Cup 2022 trở thành giải đấu đáng nhớ của bóng đá thế giới".